# NHKみんなのうた 50 アニバーサリー・ベスト 〜おしりかじり虫〜
『NHKみんなのうた 50 アニバーサリー・ベスト 〜おしりかじり虫〜』（エヌエイチケーみんなのうた ごじゅう アニバーサリー・ベスト おしりかじりむし）は、2011年4月27日に発売された、NHKの音楽番組『みんなのうた』の放送開始50周年記念ベスト・アルバムのシリーズ。

## 概要
- 本作は、ビクターエンタテインメントから2枚組で発売された。

## 収録曲

### Disc 1
- 1.雪の降るまちを
- 2.手のひらを太陽に
- 3.大きな古時計
- 4.フニクリ フニクラ（登山電車）
- 5.草競馬
- 6.北風小僧の寒太郎
- 7.若者と小犬とクロアサン
- 8.子象の行進
- 9.走馬燈
- 10.切手のないおくりもの
- 11.夏は来ぬ
- 12.雪娘
- 13.リンゴの森の子猫たち
- 14.ニャーンタイム
- 15.赤い帽子
- 16.サボテンがにくい
- 17.こたつむすめでテケテケテ
- 18.一円玉の旅がらす
- 19.ふるさとのない秋
- 20.出世音頭だよ!

### Disc 2
- 1.エトはメリーゴーランド
- 2.あの頃のなみだは
- 3.この胸おいで…
- 4.おとうさん
- 5.小さな手紙
- 6.花になる
- 7.タチツテト手を
- 8.ひよこぶたのテーマPART2。
- 9.テトペッテンソン
- 10.ありんことひまわり
- 11.悠久の杜
- 12.うちゅうひこうしのうた
- 13.月のワルツ
- 14.カゼノトオリミチ
- 15.紅芋娘
- 16.ゆびきり
- 17.おしりかじり虫
- 18.PoPo Loouise
- 19.晴れ舞台
- 20.Aloha You 〜きずな〜